# Кривая доходности
Кривая (бескупонной) доходности (англ. (zero-coupon) yield curve), или срочная структура процентных ставок (англ. term structure of interest rates) — зависимость (кривая зависимости) доходности однородных финансовых инструментов от их сроков, при условии, что промежуточные платежи отсутствуют. 
Кривую доходности можно построить для конкретных финансовых инструментов, конкретного эмитента, валюты и т.д. Однако, обычно под кривой доходности подразумевают безрисковую кривую, в качестве которой может выступать, например, кривая по государственным ценным бумагам (G-кривая, G-curve) различной срочности (в России — по ОФЗ). Её условно можно считать кривой безрисковой доходности для данной страны. Тем не менее, в силу государственной политики по стимулированию вложений в государственные облигации, G-кривая может не совсем верно отражать безрисковую кривую, поэтому для построения последней используют рыночные доходности других различных финансовых инструментов — процентные свопы, ставки денежного рынка (MosPrime Rate, LIBOR), овернайт-ставки (RUONIA).
Характеризует состояние долгового рынка, экономики в целом и используется при оценке процентного риска и принятии решений участниками рынка долговых ценных бумаг. С помощью безрисковой кривой доходности можно определить справедливую стоимость различных финансовых инструментов. 
Кривая доходности может быть нормальной формы, когда с ростом срока погашения ставки растут (и часто кривая также выпукла вверх), или инвертированной формы, когда с ростом срока погашения ставки уменьшаются (часто кривая в таком случае выпукла вниз), возможны и иные более сложные формы кривой изменениями направления выпуклости, например выпуклость вверх на коротких сроках ("горбатость"), и выпуклость вниз на средних и длинных сроках. Форма кривой доходности характеризует рыночные ожидания (и определяется ими) по возможной будущей динамике процентных ставок (с учетом рисков отклонений от этой траектории). В однофакторных моделях кривой ее форма и динамика полностью определяются динамикой так называемой краткосрочной ставки (на практике это овернайт-ставки, например RUONIA, SOFR, ESTR ...).

## Основные понятия
Обозначим {\displaystyle P\left(t,T\right)} - текущую (в момент {\displaystyle t}) цену дисконтной облигации с единичным номиналом и погашением в момент {\displaystyle T}. Тогда непрерывная ставка (доходность) с момента {\displaystyle t} до момента {\displaystyle T} связана с ценой такой дисконтной облигации следующим образом:
{\displaystyle r\left(t,T\right)=-{\frac {\ln P\left(t,T\right)}{T-t}}}
Функция {\displaystyle y_{t}\left(\tau \right)=r\left(t,T\right)} зависимости доходности от срочности {\displaystyle \tau =T-t} при фиксированном {\displaystyle t} и представляет собой срочную (временну́ю) структуру процентных ставок, а графическое отображение — кривой доходности (часто эти термины отождествляются). При этом кривая может быть определена как выше - в виде непрерывных ставок, или преобразована как сложные ставки (часто применяется на практике) или простые ставки. 
Также кривую доходности можно определить в терминах "дисконтной кривой", то есть непосредственно как {\displaystyle P\left(t,T\right)} или, более точно как функцию зависимости дисконт-факторов от срочности {\displaystyle DF_{\tau }=P\left(t,T\right)} на фиксированный момент времени t.  
Мгновенная форвардная ставка для будущего момента T определяется через дисконтную кривую как 
{\displaystyle f(t,T)=\left.{\frac {\partial \ln P\left(t,T\right)}{\partial T}}\right.}
Соответственно, кривая доходности связана с мгновенными форвардными ставками следующим соотношением:
{\displaystyle r\left(t,T\right)={\frac {1}{T-t}}\int _{t}^{T}f\left(t,s\right)\,ds}
При стремлении {\displaystyle T} к {\displaystyle t} мгновенная форвардная ставка {\displaystyle f(t,T)} совпадает с {\displaystyle r\left(t,T\right)} и эту ставку называют краткосрочной ставкой (или спот-ставкой, мгновенной ставкой).
{\displaystyle r_{t}=r(t)=r\left(t,t\right)=f\left(t,t\right)}
Кривую доходности можно определить через моделирование динамики краткосрочной ставки в  риск-нейтральной мере исходя из того, что согласно арбитражной теории безарбитражная стоимость  дисконтной облигации равна
{\displaystyle P(t,T)=\mathbb {E} _{t}^{\mathbb {Q} }(e^{-\int _{t}^{T}r_{u}du})}
В частности для достаточно широкого класса моделей краткосрочной ставки кривая доходности имеет вид так называемой аффинной модели.
{\displaystyle P(t,T)=e^{A(t,T)-B(t,T)r_{t}}}

## Форма и теории кривой доходности
Единого вида кривой доходности, описывающей стоимость денег для каждого, не существует. Вид кривой зависит от кредитоспособности заёмщика. Наиболее важным фактором в определении кривой доходности является валюта, в которой ценные бумаги номинированы. Экономическое положение стран и компаний, использующих каждую из валют, является основным фактором, определяющим кривую доходности. Различные учреждения берут деньги в долг под разный процент в зависимости от их кредитоспособности.
Кривые доходности, соответствующие облигациям правительств в их собственной валюте, называются кривыми доходности государственных облигаций (англ. government bond yield curve, government curve). Банки с высокими кредитными рейтингами, (Аа / AA или выше) имеют возможность занимать друг у друга деньги по ставкам LIBOR. Эти кривые доходности, как правило, немного выше, чем государственные. Они являются наиболее важными и широко используются на финансовых рынках, они известны как LIBOR curves или swap curves.
Помимо кривых государственных облигаций и LIBOR кривых существуют корпоративные кривые (corporate or company curves). Они строятся из доходности облигаций, выпущенных корпорациями. Вследствие того, что корпорации имеют меньшую по сравнению с государствами и крупными банками кредитоспособность, корпоративные кривые выше банковских и государственных.
Например, на корпоративной кривой Vodafone точка пятилетней доходности vможет быть определена как LIBOR + 0,25 % (часто пишется как «25 базисных пунктов» или «25 bps»), где 0,25 % носит название «кредитный спред».
В обычной ситуации кривая доходности представляет собой монотонно возрастающую выпуклую вверх кривую. Это означает, во-первых, что с увеличением срока доходность растет (положительный наклон), во-вторых, скорость изменения доходности с увеличением срока — снижается (стремится к нулю). Это нормальная форма кривой. Однако форма кривой доходности может претерпевать существенные изменения в кризисных ситуациях. Например, при системном кризисе ликвидности в первую очередь существенно повышаются краткосрочные доходности, при меньшем повышении долгосрочной доходности. Тем самым формируется кривая доходности, в которой до определённого короткого срока доходность резко растет, достигает максимума и после этого срока доходность падает с увеличением срока (отрицательный наклон). Это так называемая «горбатая» форма кривой. В крайнем случае короткая часть кривой (возрастающая ставка) может отсутствовать вообще, то есть на любой даже очень короткий срок существует довольно высокая ставка и с увеличением срока ставка падает (форма кривой может стать вогнутой — выпуклой вниз). Это так называемая инверсная (перевёрнутая) форма кривой. Отрицательный наклон встречается обычно при высоких уровнях ставок (выше долгосрочных средних), а нормальная форма — при относительно низких ставках. В некоторых случаях кривая доходности может приобретать форму, близкую к прямой линии с положительным наклоном.
Ещё одна особенность — чаще всего движение процентных ставок для различных сроков является однонаправленным, то есть если повышаются ставки — то все (возможно в разной степени), если понижаются, то тоже все.
Имеются несколько теорий (гипотез), объясняющих эти особенности кривой доходности.

### Гипотеза ожиданий
Форма кривой обусловливается ожиданиями участников рынка относительно будущих ставок, то есть долгосрочные ставки определяются ожиданиями будущих краткосрочных ставок. Данные предположения появились в работах Бём-Баверка и Фишера в конце XIX века, а также в работе Фишера 1930 года. В рамках гипотезы чистых ожиданий (или чистой гипотезы ожиданий) предполагается, что форвардная ставка является несмещённой оценкой будущей спот-ставки, то есть форвардная премия равна нулю и спот-ставка на некоторый срок равна среднему арифметическому мгновенных форвардных ставок до этого срока (в пересчете на обычные ставки необходимо исходить из среднего геометрического).
Гипотеза ожиданий объясняет общую однонаправленность движений процентных ставок для различных сроков. На основе этой гипотезы также несложно объяснить инверсию кривой доходности. Когда краткосрочные ставки находятся ниже долгосрочной средней, то участники рынка ожидают их повышения в будущем, а когда находятся выше долгосрочной средней, то ожидания участников рынка состоят в том, что в будущем они снизятся. Соответственно долгосрочные ставки, как средние от ожидаемых краткосрочных ставок будут выше или ниже средних краткосрочных ставок. Кроме того, данная гипотеза объясняет также и существенно более высокую волатильность краткосрочных ставок по сравнению с долгосрочными (волатильность средней, как известно уменьшается с увеличением количества слагаемых).
Тем не менее, гипотеза ожиданий не может объяснить преимущественно положительный наклон кривой доходности (тогда приходится считать, что ставки преимущественно находятся ниже долгосрочной средней).
Начиная с 1970 года появилась критика чистой гипотезы ожиданий в связи с некоторым несоответствием со стохастическими моделями динамики ставок. В частности, не могло быть выполнено условие неравенства Йенсена. Гипотеза чистых ожиданий была модифицирована допущением ненулевой, но тем не менее постоянной во времени и одинаковой для всех сроков форвардной премии.

### Теория предпочтения ликвидности
В 1930—1940-х годах экономисты уже высказывали предположения о том, что форвардные ставки должны содержать положительную премию за риск или премию за срок. В рамках данной теории предполагается, что процентные ставки определяются не только ожиданиями участников рынка, но общим предпочтением ликвидности — участники рынка при прочих равных условиях предпочитают краткосрочные вложения средств и требуют дополнительной доходности (премии) за долгосрочное «замораживание» средств. Это премия за ценовые и прочие риски связанные с большим периодом вложений.
Таким образом, в рамках данной гипотезы форвардная премия не просто положительно, но и прямо зависит от срока, оставаясь тем не менее постоянной во времени. В таком случае отрицательный наклон кривой может быть только в случае, если рост краткосрочных ставок настолько большой, что перекрывает форвардную премию.
В дальнейшее развитие шло в направлении допущения изменения функции форвардной премии со временем в зависимости от тех или иных экзогенных факторов.

### Теории сегментации рынка и «предпочитаемой среды»
Данная теория исходит из того, что рынок краткосрочных облигаций и рынок долгосрочных облигаций — это принципиально разные рынки, на которые идут разные участники рынка с заранее определёнными целями. Поэтому доходности соответствующих облигаций формируются независимо друг от друга. В общем случае предполагается, что существуют некоторые сегменты рынка по различным срокам облигаций, которые не могут быть субститутами при инвестировании средств. Спрос на облигации с разными сроками предъявляется различными группами инвесторов с разными целями. Впервые данная идея была высказана Кулбертсоном в 1957 году. Тем не менее данная гипотеза сама по себе неспособна объяснить однонаправленность движения ставок, а также тот факт, что инверсная кривая обычно имеет место при относительно высоких ставках, а нормальная — при низких ставках.

## Цены финансовых инструментов и кривая доходности
Пусть по безрисковому финансовому инструменту предполагаются денежные потоки {\displaystyle CF_{t_{i}},\;i=1\dots n}, которые в общем случае могут быть случайными величинами (например, рассчитываемые по плавающей ставке, по будущей цене некоторого актива и т.д.). Тогда стоимость такого инструмента равна
{\displaystyle V_{t}=\sum _{i=1}^{n}P(t,t_{i})\mathbb {E} _{t}^{\mathbb {Q} ^{t_{i}}}(CF_{t_{i}})}
где {\displaystyle P(t,t_{i})} — соответствующие дисконт-факторы по рыночной кривой доходности в момент t.
{\displaystyle \mathbb {E} _{t}^{\mathbb {Q} ^{t_{i}}}(CF_{t_{i}})} - ожидаемое значение будущего денежного потока в момент {\displaystyle t_{i}} в форвардной мере ({\displaystyle t_{i}}-форвардной мере); для фиксированных денежных потоков совпадает с этими потоками.
Безрисковость инструмента может быть обеспечена очень высоким кредитным рейтингом или идеальным маржированием. Для инструментов, подверженных кредитному риску должны использоваться рисковые дисконт-факторы, рассчитываемые с премией за кредитный риск.

## Методы построения кривой доходности

### Неопределенность кривой доходности
С учётом формулы оценки финансовых активов по кривой доходности при наличии n активов с рыночной ценой можно записать систему уравнений для дисконт-факторов (а значит и для кривой доходности)
{\displaystyle \sum _{j=1}^{m}CF_{t_{ij}}DF_{t_{i}}=P_{i}\,,\quad i=1\dots n}
однако, такая система линейных уравнений имеет бесконечное множество решений, так как количество «моментов времени» {\displaystyle m} денежных потоков обычно намного больше количества инструментов {\displaystyle n}. Поэтому для оценки кривой доходности используют различные методы интерполяции.

### Бутстрэппинг
Бутстрэппинг — это метод построения кривой доходности с фиксированным доходом (без купонов) на основе цен набора купонных продуктов, например облигации и свопы.
Соответственно, кривая на основе бутстрэпинга — это такая кривая, в которой цены инструментов, используемых в качестве входных данных для кривой, будут являться точными выходными параметрами при оценке этих самых инстртументов с использованием этой самой кривой. В данном случае, временная структура спотовой доходности определяется (рассчитывается) из доходности облигаций путем ее рекурсивного решения на основе прямой подстановки (замены). Данный итерационный процесс и называется методом бутстрэппинга.
Практическая значимость данного метода заключается в возможности определения ставки свопа (форвардных и спотовых), при которой стоимость (то есть чистая приведённая стоимость) свопа равняется нулю (англ. par swap rate), для всех сроков погашения при условии выполнения решенной кривой при использовании тщательно отобранных бескупонных инструментов.
| Аналитический пример: Дано: спотовая ставка для ценной бумаги со сроком погашения в 0.5-года, Z1 = 4%, в также спотовая ставка для ценной бумаги со сроком погашения в 1 год, Z2 = 4.3% (ставки могут быть получены у краткосрочных казначейских векселей Казначейства США, являющихся лисконтными); и номинальная ставка облигации со сроком погашения в 1,5 лет и полугодовыми купонными выплатами, R3 = 4.5%. Используя эти ставки, можно определить спотовую ставку со сроком погашения в 1,5 года, а также Z3 с помощью формулы: {\displaystyle 100={(4.5/2) \over (1+4\%/2)^{1}}+{(4.5/2) \over (1+4.3\%/2)^{2}}+{(100+4.5/2) \over (1+Z_{3}/2)^{3}}} {\displaystyle Z_{3}} равно 4.51%. |

В данном методе важен выбор входных ценных бумаг при учёте недостаточности точек данных на кривой доходности (на рынке присутствует только фиксированное количество продуктов). Кроме того, выбор входных ценных бумаг ещё тем важнее, поскольку ценные бумаги имеют разную частотность выплаты купонов. Как следствие, целесообразно построение такой кривой дисконтной (нулевой) ценной бумаги, на основе которой можно оценить любую доходность, будь то форвардную или спотовую, без необходимости получения дополнительной внешней информации. При этом необходимо учитывать, что всегда будет необходима определенная степень допущения (например, методом интерполяции).
Общая методология заключается в следующем: (1) Определить набор финансовых инструментов с определенной доходностью – обычно таковыми выступают купонные облигации; (2) Вывести коэффициенты дисконтирования для соответствующих сроков погашения – это внутренние нормы доходности облигаций; (3) «Настроить» (с помощью метода бутстрэп) кривую доходности  ценной бумаги с нулевым купоном, последовательно калибруя эту кривую так, чтобы она возвращала цены на входных ценных бумаг. Общий алгоритм третьего шага следующий.
Для каждого входного инструмента в порядке возрастания сроков погашения необходимо:
- решить аналитически выражение для нулевой ставки, где это возможно (см. пример на боковой панели);
- если это невозможно, решить итеративно (первоначально используя приближение) так, чтобы цена рассматриваемого инструмента точно оказывалась выходным параметром при расчете с использованием кривой (ставка, соответствующая сроку погашения этого инструмента, должна быть определена; ставки между этой датой и сроком погашения инструмента, уже определенного ранее, интерполируются).
- сохранить эти решения и перейти к следующему инструменту.

При решении путем вышеописанного метода кривая будет свободной от арбитража в том смысле, что она точно соответствует выбранным ценам. Некоторые аналитики вместо этого строят кривую таким образом, чтобы она обеспечивала наилучшее соответствие «сквозным» ценам на входные инструменты, в отличие от точного соответствия, к примеру используя метод Нельсона-Сигеля.
Однако независимо от подхода существует требование, чтобы кривая была безарбитражной в другом смысле: чтобы все форвардные ставки были положительными. Более сложные методы построения кривой — независимо от того, нацелены ли они на точное или наилучшее соответствие — дополнительно будут нацелены на «гладкость» кривой в результате решения
, и тут выбор метода интерполяции для ставок, которые не указаны напрямую, всегда будет выжен.

#### Формула бутстрепинга из ставок процентных свопов
Стоимость процентного свопа в момент его заключения равна 
{\displaystyle V^{n}=V_{float}^{n}-V_{fix}^{n}=DF_{0}-DF_{n}-R_{n}\sum _{i=1}^{n}DF_{i}\tau _{i}}
где {\displaystyle DF_{i}} - дисконт-факторы 
{\displaystyle R_{n}} - ставка свопа
Поскольку в момент заключения рыночная цена свопа должна быть равна нулю, то имеем систему n уравнений относительно дисконт-факторов (рыночные свопы предполагаются стандартизированными)
{\displaystyle DF_{n}+R_{n}\sum _{i=1}^{n}DF_{i}\tau _{i}=DF_{n}(1+R_{n}\tau _{n})+R_{n}\sum _{i=1}^{n-1}DF_{i}\tau _{i}=DF_{0}}
Данную систему уравнений можно решить рекуррентно:
{\displaystyle DF_{n}={\frac {DF_{0}-R_{n}\sum _{i=1}^{n-1}DF_{i}\tau _{i}}{1+R_{n}\tau _{n}}}={\frac {DF_{0}-R_{n}/R_{n-1}(DF_{0}-DF_{n-1})}{1+R_{n}\tau _{n}}}}
где для первого дисконт фактора вычитаемая в числителе сумма просто нулевая, то есть {\displaystyle DF_{1}={\frac {DF_{0}}{1+R_{1}\tau _{1}}}}. Такая же формула применяется к любому меньшему сроку, если по фиксированной ноге свопа нет промежуточных платежей. 
Также решение этой системы уравнений можно представить и в матричной форме:
{\displaystyle DF=DF_{0}A^{-1}e},     
где {\displaystyle A=\{a_{ij}\}=\{1_{\{i<=j\}}({1_{\{i=j\}}+R_{i}\tau _{j}})\}}, 
{\displaystyle e} - вектор из единиц.

## Параметрические модели кривой доходности

### Модель Нельсона — Сигеля
Модель кривой доходности Нельсона — Сигеля основана на следующей модели форвардной ставки:
{\displaystyle R_{NS}^{forward}=\beta _{0}+\left(\beta _{1}+\beta _{2}{\frac {t}{\tau }}\right)e^{-{\frac {t}{\tau }}}}
где {\displaystyle \beta _{0}}, {\displaystyle \beta _{1}}, {\displaystyle \beta _{2}}, {\displaystyle \tau } — параметры, которые должны быть оценены. Соответствующая непрерывно-начисляемая ставка равна
{\displaystyle r_{NS}=\beta _{0}+\left(\beta _{1}+\beta _{2}\right){\frac {1-e^{-{\frac {t}{\tau }}}}{\frac {t}{\tau }}}-\beta _{2}e^{-{\frac {t}{\tau }}}}

#### Модифицированная модель Нельсона — Сигеля
С целью более точной оценки кривой на коротких сроках (менее 3 лет) применяют следующую поправку к модели Нельсона — Сигеля:
{\displaystyle r_{NS}^{*}=r_{NS}+\sum _{i=1}^{9}g_{i}e^{-{\frac {(t-a_{i})^{2}}{b_{i}^{2}}}}}
где 
{\displaystyle a_{i}=a_{2}{\frac {k^{i-1}-1}{k-1}}}
{\displaystyle b_{i}=a_{2}k^{i-1}}
По принятой Московской биржей методике {\displaystyle a_{2}=0.6,k=1.6}
Величина поправки обычно мала, тем не менее она позволяет построить более точную кривую доходности.

### Модель Свенсона
Модель Свенсона имеет 6 параметров. Форвардная ставка отличается от модели Нельсона — Сигеля дополнительным слагаемым, которое содержит два дополнительных параметра:
{\displaystyle R_{SV}^{forward}=\beta _{0}+\left(\beta _{1}+\beta _{2}{\frac {t}{\tau _{1}}}\right)e^{-{\frac {t}{\tau _{1}}}}+\beta _{3}{\frac {t}{\tau _{2}}}e^{-{\frac {t}{\tau _{2}}}}}